# Снеговая китовая птичка
Снеговая китовая птичка (Pachyptila turtur) — морская птица семейства буревестниковые.

## Описание
Длиной 28 см и размахом крыльев 55-60 см снеговая китовая птичка — это скорее маленький буревестник. Оперение верха серое с чёрной вершиной хвоста. Нижняя сторона окрашена в белый цвет. Из-за слабых ног у птицы на суше нерасторопная, ползучая походка.

## Распространение
Снеговая китовая птичка проводит большую часть своей жизни в открытом море. Гнездовые колонии находятся на архипелаге Чатем, островах Снэрс, островах Антиподов, Фолклендских островах, островах Принс-Эдуард, Крозе, островах Бассова пролива и Маккуори.

## Поведение
Птицы живут в стаях, охотятся ночью на водной поверхности на мелких животных. Они следует также за рыбацкими лодками в поисках отбросов.

## Размножение
Птицы гнездятся в больших колониях на островах и на побережье южного полушария. Самка откладывает яйца в норах, которые выкапывает на поросших травой вершинах утёсов, или также между скалами. Кладка высиживается примерно 55 дней; следующие 50 дней молодых птиц выкармливают родители.
Птицы, особенно птенцы, часто становятся жертвой крыс. Тем не менее, самые большие враги — это поморники.